# Spa (Belgien)
Spa ist eine Stadt der belgischen Provinz Lüttich, in der Wallonischen Region. Sie liegt in den Ardennen, 35 Kilometer entfernt von der deutschen Grenze.
Aus dem Namen der Stadt Spa entstand im Englischen der Gattungsbegriff Spa als Synonym für „Heilbad“.

## Geografie
Spa ist mit Eupen, Monschau und Malmedy einer der Eckpunkte des Hohen Venns und liegt im Tal des Wayai. Vom Lac de Warfaaz wird der Fluss unterirdisch durch Spa geleitet. Spa und seine nähere Umgebung liegen auf einer Höhe zwischen 240 m bis 480 m.

## Geschichte

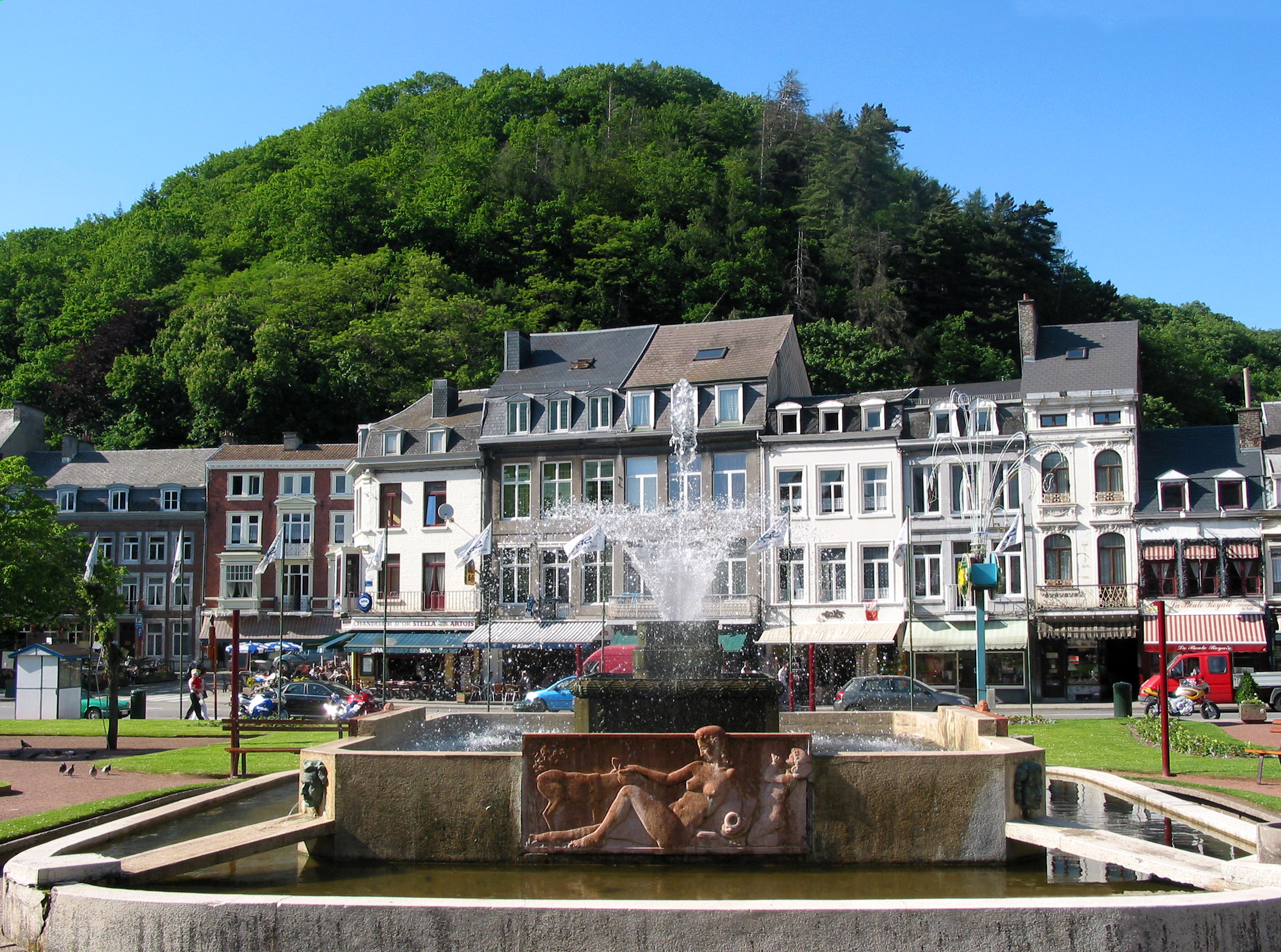
Spa, die Wasserstadt

Die Quellen von Spa könnten schon in römischer Zeit unter Plinius dem Älteren bekannt gewesen sein oder zumindest im Frühmittelalter zur Zeit des Heiligen Remaclus (7. Jahrhundert), Gründer der nahen Abteien Stablo und Malmedy. Historisch sicher belegt ist das nicht.
Die Herkunft des Namens Spa ist umstritten. Eine Theorie führt den Namen auf ein germanisches Wort für „speien, spucken“ zurück. Jedenfalls wurde damit eine Quelle bezeichnet, und dieser Name ging auf die Ortschaft über, die sich hier ab dem 14. Jahrhundert bildete.
Spa gehörte im Mittelalter zur Markgrafschaft Franchimont (nach der Burg im benachbarten Theux) und bekam 1594 die Stadtrechte.
Der systematische architektonische Ausbau zu einem Kurbad begann im 18. und dauerte bis ins 19. Jahrhundert. Kaiser Joseph II. besuchte Spa 1781.

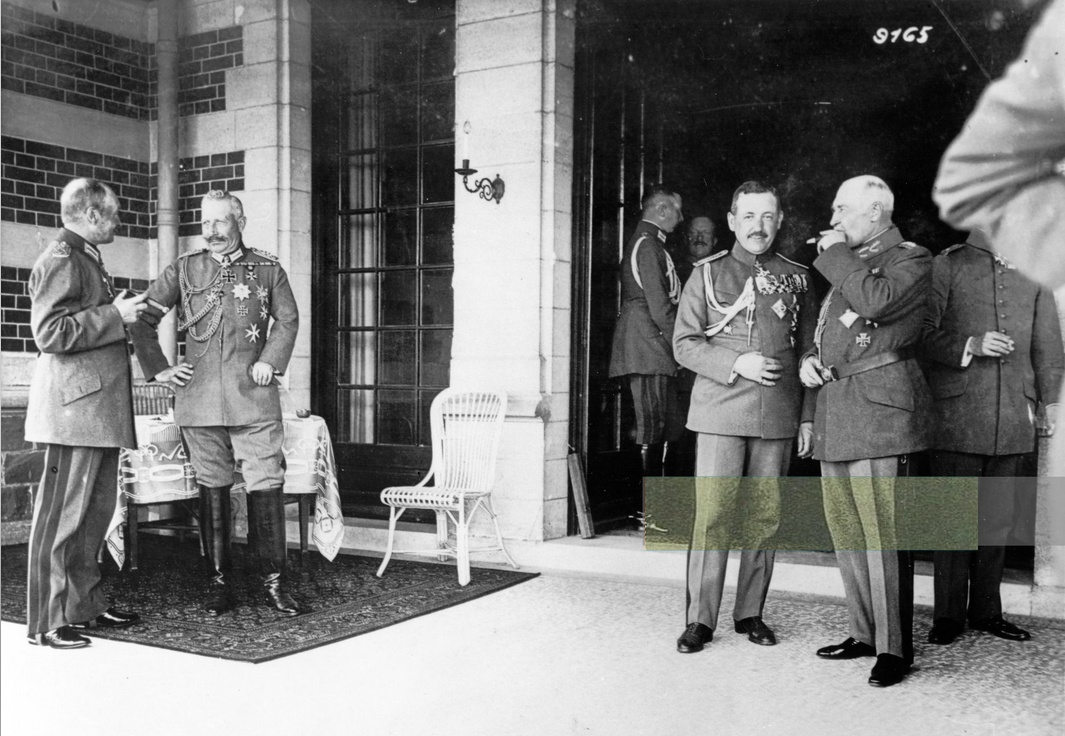
Der König von Sachsen und der Deutsche Kaiser im Gespräch auf der Terrasse der Villa Neubois in Spa, 1918

Während des Ersten Weltkriegs befand sich in Spa von März bis November 1918 das Große Hauptquartier der deutschen Obersten Heeresleitung. Im November diente dort das Sturm-Bataillon Nr. 5 (Rohr) zu deren Schutz sowie zu dem des Kaisers.
Vom 5. bis zum 16. Juli 1920 fand die Konferenz von Spa statt. Es war die erste Konferenz nach dem Ersten Weltkrieg, an der mit Reichskanzler Constantin Fehrenbach und Außenminister Walter Simons wieder deutsche Staatsmänner teilnahmen. Hier ging es um die Frage der Reparationen, die das Deutsche Reich nach dem verlorenen Krieg an die Siegermächte zahlen sollte, sowie um die Entwaffnung Deutschlands.
In der zweiten Hälfte des 20. Jahrhunderts erfuhr Spa zunächst einen Niedergang. Der Wiederaufbau zu einem Ferien- und Wellness-Zentrum moderner Prägung ist zusammen mit umfangreichen Restaurierungsarbeiten an der verfallenen Bausubstanz sowie Einrichtung einer neuen touristischen Infrastruktur zu Beginn des 21. Jahrhunderts im Gange.
Zusammen mit zehn anderen Kurorten Europas den Great Spas of Europe wurde Spa 2021 in die Liste des UNESCO-Welterbes aufgenommen. Die positive Entscheidung über die Aufnahme erfolgte am 24. Juli 2021.

## Kultur und Sehenswürdigkeiten

### Heilquellen
Das Heilbad Spa verdankt seinen guten Ruf seinen Mineralwasser-Quellen. Dieses Wasser, das relativ früh mit wichtigen Heilkräften in Verbindung gebracht wurde, tritt an zahlreichen Stellen zutage, sowohl in der näheren Umgebung der Stadt als auch in deren Zentrum. Ab dem 18. Jahrhundert entwickelte sich Spa zu einem Treffpunkt der gekrönten Häupter und illustren Persönlichkeiten, sodass man dem Ort irgendwann den Beinamen Café de l’Europe gab. Ein Café dieses Namens gibt es auch heute an der Place Royale, es war jedoch nicht dieser Treffpunkt.

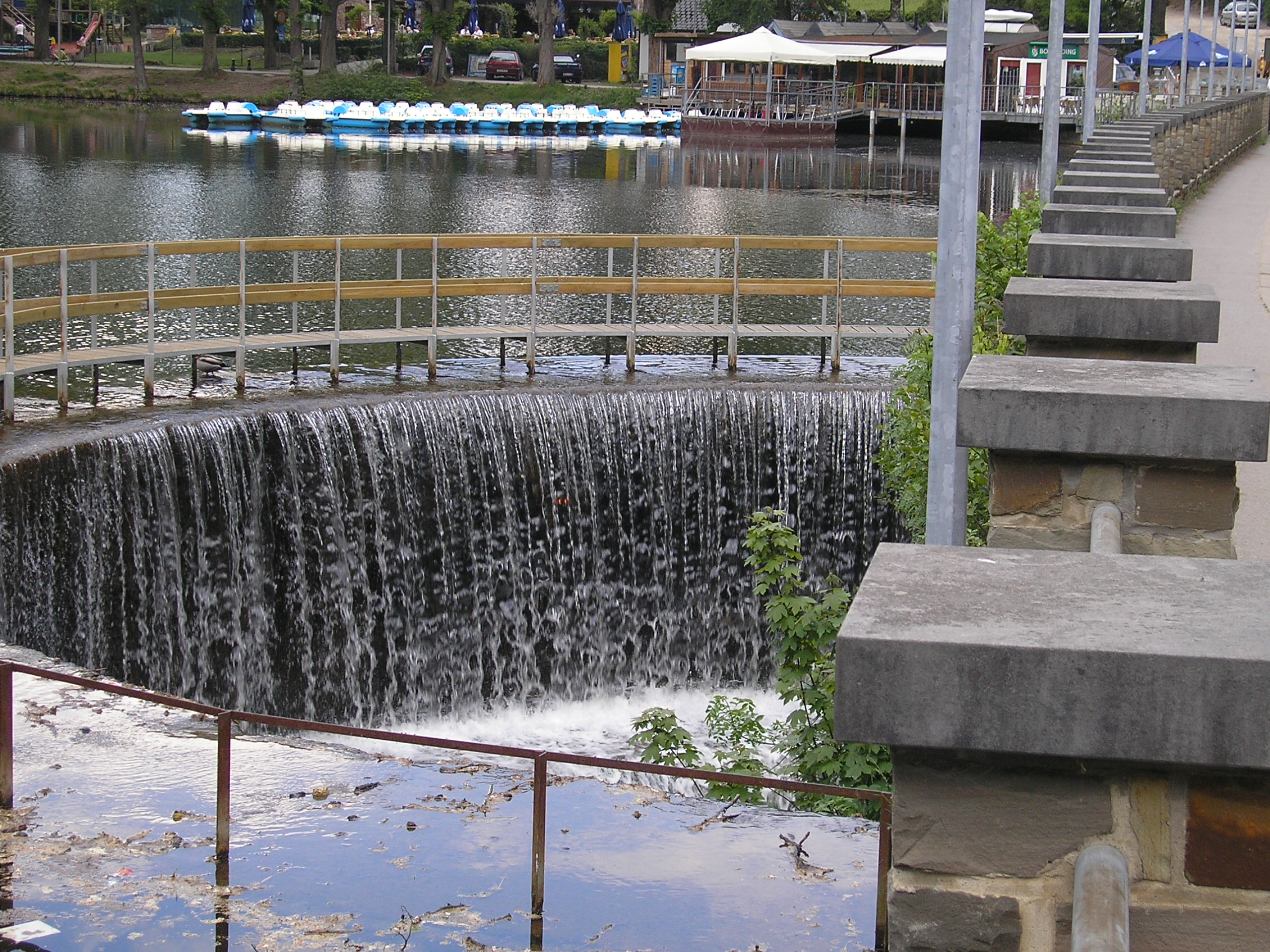
Überlauf am Lac de Warfaaz

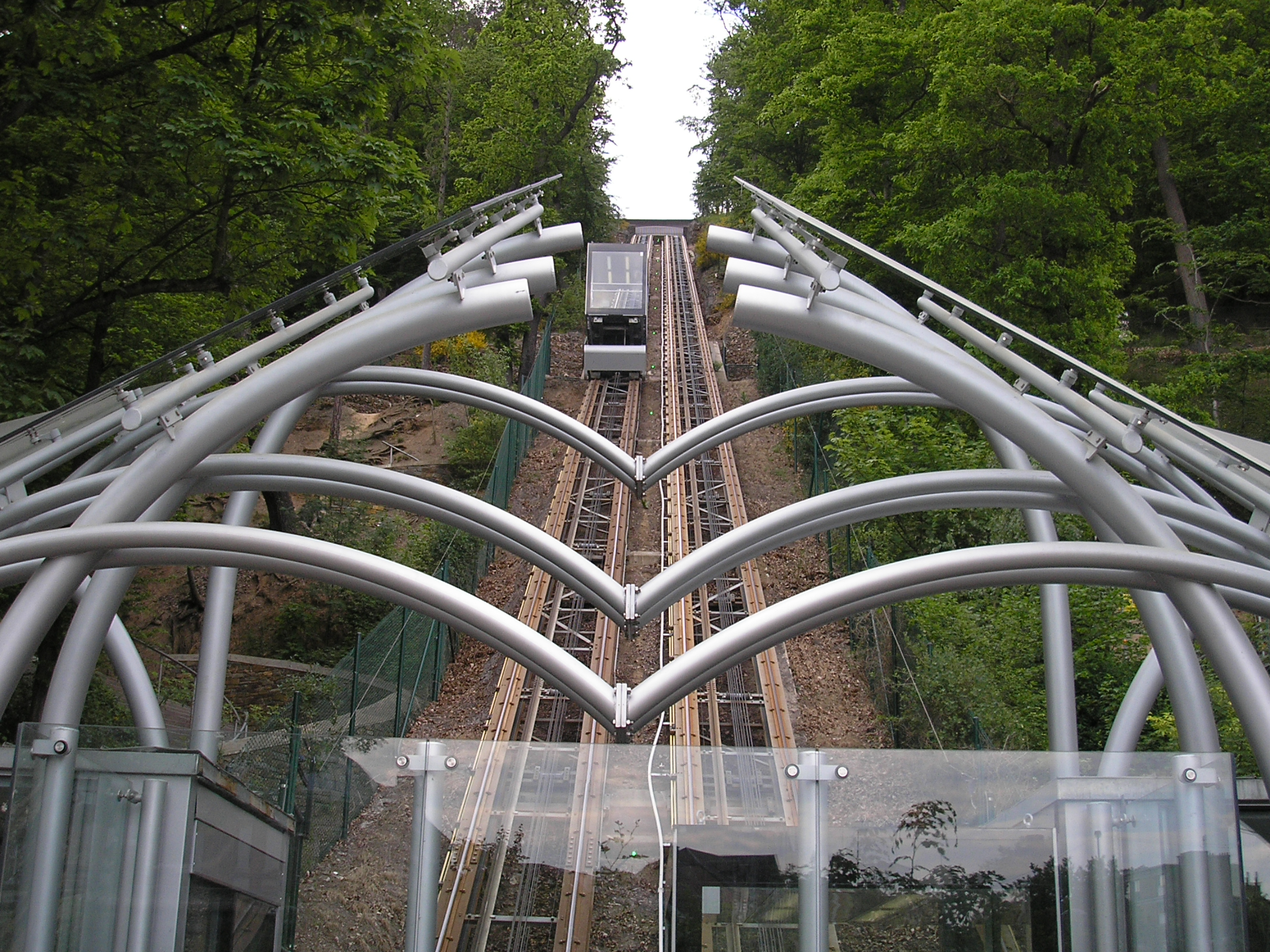
Die Seilbahn zur Therme

Verteilt in und um Spa sind die Quellen und Kurhäuser, die den Namen Pouhons tragen, für Besucher zugänglich. Sie sind teilweise nach den Persönlichkeiten, die sie besucht haben, benannt. Ein Rundweg ermöglicht den Besuch folgender Quellen:
- Pierre-le-Grand, benannt nach Zar Peter dem Großen, der Spa 1717 besuchte, mit Brunnenhalle von 1880 und Park; das eisenhaltige Wasser fließt aus einem Hahn in Fischform, der Wahrzeichen für die touristische Werbung der Stadt geworden ist;
- eine nach dem Prince de Condé benannte Quelle mit höherem Mineralgehalt, die aber erst im 19. Jahrhundert entdeckt wurde. Die Fin-de-siècle-Brunnenhalle aus Glas und Metall wurde 1988 mit einer gläsernen Pyramide (Architekt Marcel Geenen) überbaut.
- Tonnelet, diese Quelle war schon im 17. Jahrhundert bekannt; der Name leitet sich von den kleinen Fässchen ab, in denen das Wasser früher aufgefangen wurde;
- Sauvenière et de Groesbeek, die älteste bekannte Quelle der Stadt, die von der Tourismuswerbung mit der Legende des Sandalenabdrucks des Heiligen Remaclus in Zusammenhang gebracht wird. Seit jeher war sie Heilquelle für jung verheiratete Paare mit unerfülltem Kinderwunsch;
- „Géronstère“ mit schwefelhaltigem Wasser, das auch Peter der Große trank, sowie
- „Barisart“, eine Quelle die im 19. Jahrhundert noch ungefasst durch die Wiesen floss.

Ein Monumentalfresko des lokalen Malers Antoine Fontaine innerhalb des Brunnengebäudes des Pouhins Pierre-le-Grand, Le Livre d'Or, (1894) zeigt 95 Persönlichkeiten aus drei Jahrhunderten, die sich in anachronistischer Zusammenkunft vor dem historischen Thermengebäude aufhalten und miteinander kommunizieren. Überragt wird die Gruppe von vier Marmorskulpturen, darstellend Plinius den Älteren, den Heiligen Remaclus – insoweit suggerierend, dass diese die Heilquellen schon kannten –, die Allegorie der Musik und sich selbst. An diesem Fresko hat der Künstler 12 Jahre gearbeitet.
Die betuchten Kurgäste, bobelins genannt, wandelten um 1900 noch im inzwischen teilweise renovierten und neu gestalteten Zentrum der Stadt. Im 1758 für das Publikum eröffneten Parc de Sept Heures traf man sich gegen 19 (sieben / sept) Uhr unter der monumentalen Metallkonstruktion des Architekten William Hansen, der Galerie Leopold II. (1878), die zwei Pavillons verbindet. Im Kurpark erinnern Denkmäler an historische Ereignisse und prominente Besucher, beispielsweise das Waffenstillstandsdenkmal für den Major William Radcliffe, 1925 zum Ehrenbürger der Stadt Spa ernannt, sowie die Denkmäler für den Komponisten Giacomo Meyerbeer, den in Spa geborenen Schriftsteller Jean d’Ardenne sowie den Marschall Ferdinand Foch.
Der heutige Kurgast fährt mit der gläsernen Panoramastandseilbahn vom 2006 neu erbauten Hotel Radisson Blu zur im gleichen Jahr entstandenen Therme auf den Hügel Colline d' Annette et Lubin direkt über der City. Der Hügel trägt seinen Namen nach zwei Protagonisten aus einer der Contes Moraux von Jean-François Marmontel, denen zwei reale Personen der Stadt Spa zum Vorbild gedient haben sollen.
Der Innenbereich der neuen Therme unter einer hohen Glaskuppel bildet zusammen mit dem Außenbereich 800 m² Fläche mit 32 °C warmem Thermalwasser; hinzu kommen Sauna, Solarien und türkisches Bad sowie Angebote zu diversen Anwendungen.

### Bauwerke

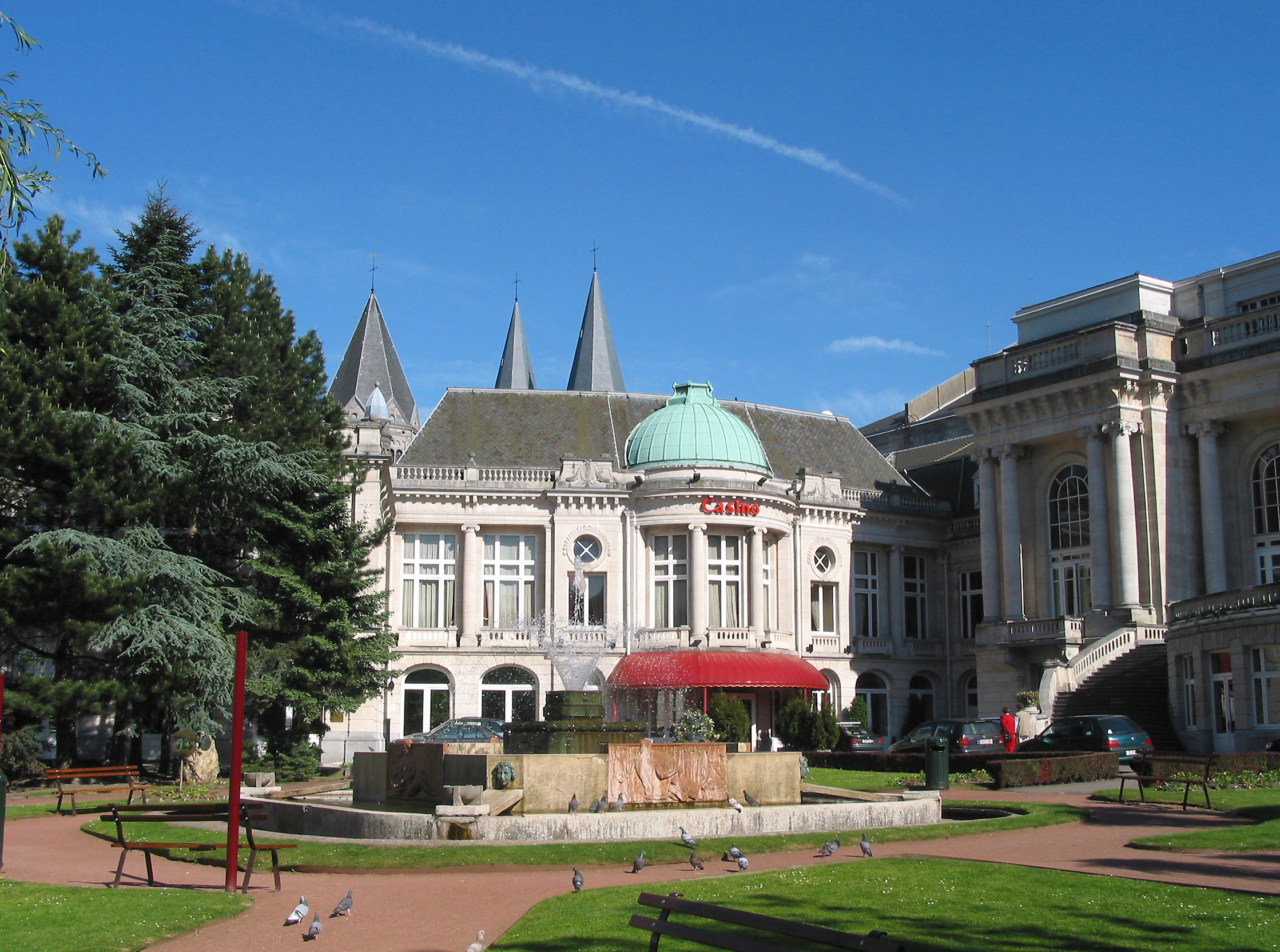
Casino de Spa

Die historischen Gebäude der Stadt konzentrieren sich rund um die Place Royale und die umliegenden Gassen gegenüber dem Kurpark.
Das alte Thermengebäude (Bains) an der Place Royale entstand in den Jahren 1862 bis 1868 im klassizistischen Stil unter dem flämischen Architekten Tieleman Franciscus Suys. Die Fassade und der zentrale Dreiecksgiebel sind mit Skulpturen geschmückt, das Foyer und die übrigen Säle im Neorenaissancestil ausgemalt. Die alten Thermen wurden 2004 geschlossen. Es ist vorgesehen die Gebäude innen und außen zu sanieren und einer neuen Verwendung (Luxushotel und Geschäftsflächen) zuzuführen.
Das Casino de Spa und der angrenzende Kursaal von 1920 nebenan ersetzt einen 1917 abgebrannten Bau; dieser wiederum (eröffnet 1908) war – versehen mit Ballsaal und Theater – Nachfolgebau der 1762 gegründeten Redoute, für die die Eigenwerbung der Stadt Spa in Anspruch nimmt, es handele sich um das älteste Kasino der Welt. Geboten werden unter anderem amerikanisches bzw. englisches Roulette, Black Jack, Poker oder auch Bingo. Außerdem stehen mehr als 100 Spielautomaten bereit. Trotz der langen Geschichte des Casino ist weder Krawatte, noch Sakko beim Besuch erforderlich. Bis zur Wiedereröffnung einer Spielbank am 2. Juli 1976  im 35 Kilometer entfernten Aachen besuchten zahlreiche Gäste das Casino in Spa. 
Die Kirche St. Remacle im Stil rheinischer Neoromanik stammt von 1885; ein Vorgängerbau ist belegt. Sie weist eine ausgewogene Doppelturm-Westfassade, einen massiven Vierungsturm, Nord- und Südquerhaus sowie Apsis mit umlaufender Rundbogen-Zwerchgalerie auf. Die Ausstattung stammt aus dem 19. Jahrhundert, abgesehen von einer Renaissance-Statue des Heiligen Remaclus (16. Jahrhundert) aus dem Vorläuferbau.
Die Waux-Hall, ein zweiter Spielsaal, wurde 1770 durch den Architekten Jacques-Barthélemy Renoz im Louis-seize-Stil errichtet.
Das heutige Rathaus, einst Grand Hotel der Kurgäste, stammt von 1762 (ebenfalls Louis-seize, Architekt Barthélémy Digneffe, der auch den Erstbau des Kasinos konzipierte).

### Sport

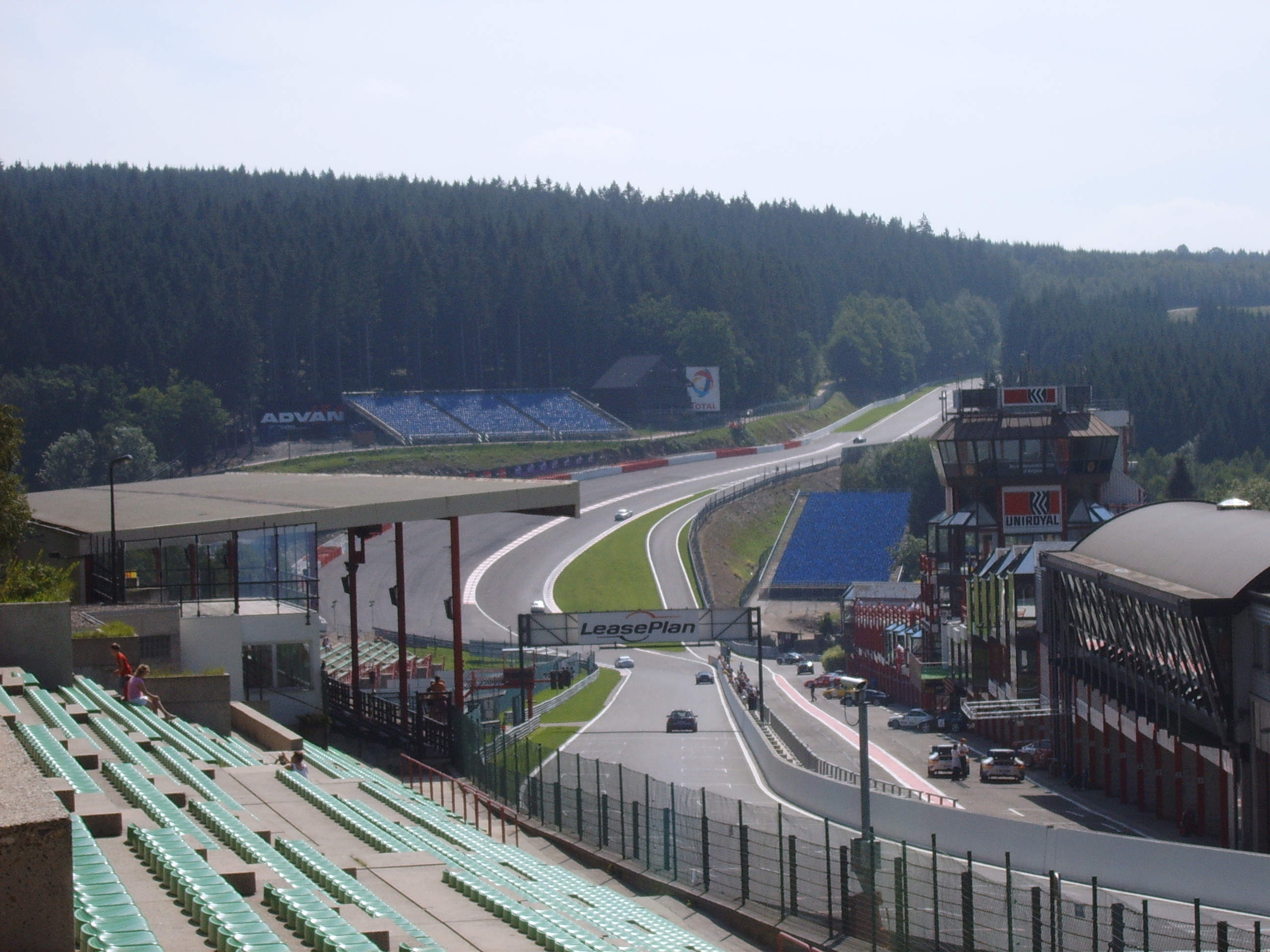
Die berühmte Eau-Rouge-Kurve

#### Rennstrecke
Im benachbarten Francorchamps liegt die Rennstrecke Spa-Francorchamps, die in den 1920er Jahren auf einem rund 14 Kilometer langen Landstraßen-Dreieck zwischen den Ortschaften Francorchamps (Spitzkehre La Source), Blanchimont und Stavelot angelegt wurde. Die Rennstrecke liegt auf dem Gemeindegebiet von Stavelot; hier befindet sich auch das Rennmuseum.
Diese Hochgeschwindigkeitsstrecke mit langen Geraden wurde 1969 von der Formel 1 boykottiert, da sie zu schnell und zu unsicher erschien. 1970 fand nach Umbauten der vorerst letzte Grand Prix auf dieser Variante statt. Ende der 1970er Jahre wurde eine auf rund 7 Kilometer verkürzte Version gebaut, auf der seit 1983 die Formel 1 wieder Rennen fährt. Bis Ende der 1990er Jahre waren die Hauptteile der Strecke als Teil der Landstraßenverbindung von Francorchamps nach Malmedy bzw. nach Stavelot an rennfreien Tagen für den allgemeinen Verkehr geöffnet.

#### Golf
Schon 1893 hat es auf dem Plateau oberhalb der Sauvenière-Quelle einen 9-Loch-Golfplatz gegeben, der im Ersten Weltkrieg zerstört wurde.
Der heutige 18-Loch-Platz, den in den 1920er Jahren Tom Simpson konzipierte, liegt inmitten einer Parklandschaft mit historischem, mehrere Jahrhunderte altem Baumbestand. Der Royal Golf Club des Fagnes nimmt für sich in Anspruch, über einen der schönsten Golfplätze Europas zu verfügen. Er steht auch Greenfee-Spielern offen und wird von zahlreichen niederländischen, aber auch deutschen Gästen frequentiert.

## Verkehr

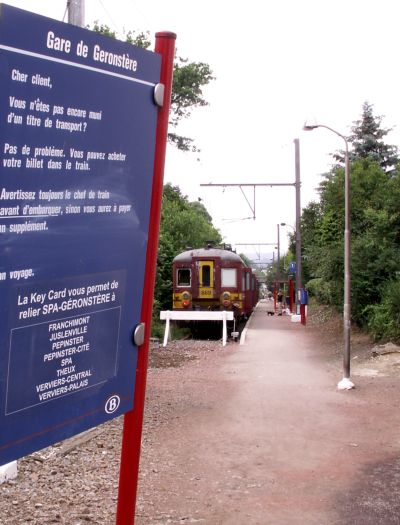
Haltepunkt Spa-Géronstère

Die Stadt liegt mit einem Bahnhof an der Bahnstrecke Pepinster–Spa-Géronstère. Die Strecke endet am Haltepunkt Géronstère, eine Station hinter dem Bahnhof. Die stillgelegte Strecke im weiteren Verlauf wird inzwischen als Wander- und Radweg (RAVeL) genutzt.
Über die Autobahn A 27 / E 42 ist Spa mit dem belgischen Autobahnnetz verbunden. Über die Abfahrten 7 bis 10 werden die verschiedenen Ortsteile erreicht. Außerdem erreicht man Spa über die A 26 / E 25.
Die Busse und die Standseilbahn werden von der TEC betrieben.
Der Regionalflugplatz Spa-Sauvernière ist wegen der liberalen belgischen Gesetze bei deutschen Fallschirmspringern beliebt.

## Städtepartnerschaften
Spa hat Städtepartnerschaften mit den französischen Städten Cabourg in der Normandie, Eguisheim im Elsass und La Garde im Département Var geschlossen.

## Persönlichkeiten

### Söhne und Töchter der Stadt
- Renier Roidkin (1684–1741), wallonischer Maler des 18. Jahrhunderts
- Frantz Jehin-Prume (1839–1899), Violinist und Komponist
- Barthélémy Bruyère (1881–1950), Automobilrennfahrer
- René Defossez (1905–1988), Komponist und Dirigent
- Jean-Pierre Talbot (* 1943), Schauspieler

### Ehrenbürger
- Michael Schumacher (* 1969), deutscher Automobilrennfahrer